# Melasina devincta
Melasina devincta är en fjärilsart som beskrevs av Edward Meyrick 1916. Melasina devincta ingår i släktet Melasina och familjen säckspinnare. Inga underarter finns listade i Catalogue of Life.